# Škraboška

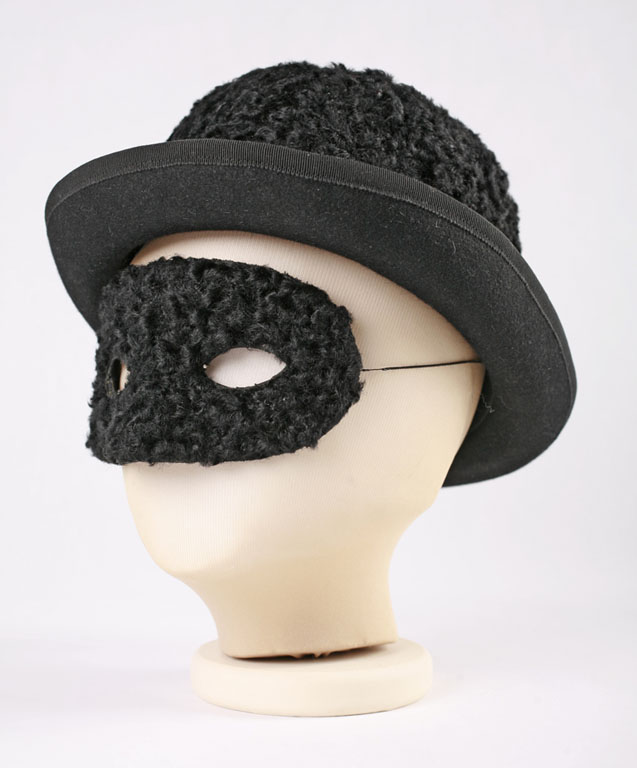
Škraboška s kloboukem na figuríně.

Škraboška je zábavní pomůcka určená pro maskování obličeje při karnevalu nebo na maškarních bálech, plesech či při společenské párty (karnevalová maska). Slouží pro velmi stylizovanou a přechodnou změnu lidské identity během společenských akcí.
V zásadě jde o více či méně stylizovanou pokrývku části obličeje především okolo očí. Škraboška může mít různou podobu od jednoduchých tvarů a provedení až po velmi zdobné a stylizované žertovné podoby různých fiktivních postav (například čert, Spiderman, fantom, Harlekýn, Colombína, bandita, anděl), zvířat (například kočka, motýl, netopýr, vlaštovka) či stylizovaných obrazců (například inkoustová kaňka)
apod. Škraboška nikdy nezakrývá oči, obvykle ani ústa, nicméně některé typy škrabošek mohou být ve spodní části opatřeny třásněmi nebo závojem, který naopak zakrývá i dolní část obličeje. Některé typy škrabošek mohou zakrývat i nos nebo mohou být doplněny i o paruku, která pak zakrývá i vlasy.
Vyrobena může být z nejrůznějších vhodných materiálů rozličných barev, například z textilu (například: plyš, samet, krajka, plastu, kůže, papíru, peří apod.)
Může být navlékací na hlavu (nasazovací) opatřená stuhou, jednodušší a levnější verze i gumičkou, nebo může být opatřena pouze tenkou tyčkou - držátkem - škraboška na tyči, která zde slouží jako jednoduchá rukojeť.

## Benátské škrabošky
Velmi zdobná benátská škraboška ve stylu Harlekýn a Colombína odkazuje vychází ze staleté klasické karnevalové a divadelní tradice komedie dell'arte v italských Benátkách. Škraboška tohoto typu může být na jedné straně opatřena držadlem (tyčkou) nebo i zdobnou stuhou pro upevnění na hlavu. Benátské škrabošky mohou zakrývat nos, jeho překrytí je zde obvykle velmi dlouhé, tenké a špičaté.

## Poznámka
Předmět velmi podobný škrabošce je maska na spaní, což je ložní pomůcka, která zakrývá zejména oči
při spánku.